# LIS (Moholy-Nagy)
LIS ist der Titel eines Gemäldes von László Moholy-Nagy aus dem Jahr 1922, das kurz vor seiner Berufung als Lehrer an das Weimarer Bauhaus entstand. Es ist dem Konstruktivismus zuzuordnen und eines seiner bedeutendsten Gemälde. Seit 1981 gehört es zur Sammlung im Kunsthaus Zürich.

## Hintergrund und Beschreibung
Moholy-Nagy hat in diesem und anderen Bildern aus dem Anfang der 1920er Jahre unter anderem auch Einflüsse des russischen Konstruktivismus und der Theorien der niederländischen Künstlergruppe De Stijl verarbeitet. Aber im Gegensatz zu einigen seiner modernen Künstler-Zeitgenossen war er der Ansicht, dass die Malerei nicht überflüssig werde. Er schrieb:

„Solange nämlich der Mensch, im Besitz seines Sinnenvermögens, optische Ergebnisse verlangt, wird die Gestaltung farbiger Harmonien – man könnte sagen: aus Lebenserhaltungsgründen – nicht ausschaltbar sein.“

Nach seiner Ausstellung zusammen mit László Péri im Februar 1923 in der Galerie Der Sturm in Berlin, berief ihn Walter Gropius an das Weimarer Bauhaus. Moholy-Nagy schrieb 1927 auch, und das nicht nur in Hinblick auf die Fotografie, es liege in der menschlichen Eigenart begründet, dass die Funktionsapparate nach jeder neuen Aufnahme zu weiteren neuen Eindrücken drängten. Er meint nicht nur die Kamera, sondern auch die menschlichen Sinne, die mobilisiert werden sollten.
Nach einer Bildbetrachtung des Kunsthistorikers Joachim Heusinger von Waldegg ist der Titel des Bildes LIS ein reiner Fantasiename. Laut Moholy-Nagys Auffassung, dass Malerei gebaute Architektur sei, könnte er ebenso gut ein industriell gefertigtes Massenprodukt beschreiben. Die Komposition des Bildes weist in seiner technisch-sachlichen Anordnung geometrischer Formen eine exakt rechtwinklige Anordnung auf. Plakative Flächen in gleichmäßiger gedeckt bläulich-grau abgestufter kühler Farbgebung werden von reinfarbigen Streifen in rot und gelb und in den Helligkeitsstufen schwarz und weiß begrenzt. Sie „beleben“ nach Ansicht Heusingers von Waldegg die Flächen. Das „Beziehungsspiel“ der Farben wird demnach allein durch die geometrischen Formen gewährleistet. Im Vergleich zu früheren Arbeiten Moholy-Nagys sind die Formen in diesem Bild dichter gesetzt. Diese Verdichtung konzentriert sich rechts unterhalb der Bildmitte unter der grauen transparenten Kreisscheibe, die auf der Grundstruktur des Bildes liegt. Sie erzeugt durch ihre Überschneidungen Farbabschwächungen der darunterliegenden Struktur und schafft damit einen räumlichen Eindruck. Diese Scheibe könnte als störend empfunden werden, aber ebenso, zumindest unter der Kreisform, als belebend und bewegend (nach Heusinger von Waldegg). László Moholy-Nagy vertrat die These, dass in der modernen Malerei die Farbe zum Licht werden soll. Matthew S. Witkovsky, der ehemalige Kurator des Art Institute of Chicago bezeichnet hingegen die durchscheinende Scheibe des Bildes als eine „schöne durchscheinende Filterung der Farbe.“ Wie Malewitsch und vor allem Piet Mondrian verwandte Moholy-Nagy exakte Bleistiftstriche zur Vorzeichnung der geometrischen Formen und Schatten von LIS, die er vor dem Farbauftrag teilweise ausradierte. Er ließ sie aber auch teilweise stehen, so dass diese Linien im Bild ein Eigenleben erhalten. Zu erkennen ist dies beispielsweise an der mit Bleistift gezeichneten Kontur im oberen linken Bereich der durchscheinenden Kreisscheibe.

## Ausstellung und Provenienz
Das Bild gelangte an den Kunsthistoriker und -händler Hans-Hellmut Klihm (1917–1980) und war Bestandteil seiner Kunstsammlung. 1981 verkaufte es seine Witwe Erika an das Kunsthaus Zürich. Seitdem trägt es die dortige Inventarnummer 1981.6.
- 1. Juni bis 6. Juli 1962: L. Moholy-Nagy 1895 - 1946, Kunst Kabinett Klihm, München
- 8. Oktober 2009 bis 7. Februar 2010: Retrospektive László Moholy-Nagy in der Schirn Kunsthalle Frankfurt.[5]
- 27. Mai bis 7. September 2016: Moholy-Nagy: Future Present im Solomon R. Guggenheim Museum, New York
- 2. Oktober 2016 bis 3. Januar 2017: Moholy-Nagy: Future Present im Art Institute of Chicago.[6]